# Navolou
Navolou ist eine Siedlung auf der Insel Erromango in der Provinz Tafea im Inselstaat Vanuatu.

## Geographie
Der Ort liegt an der Westküste der Insel oberhalb der Nipmilouis-Ankerstelle. Es gibt eine einfache Straße nach Süden zum Dillon’s Bay Airport (DLY) sowie Unpongkor und Nounapon.
In der Nähe liegen die Teiche Étangs Amampinwi.